# Albrecht Tribolet
Johann Friedrich Albrecht Tribolet (* 1794 in Bern; † 20. Juli 1871) war ein Schweizer Mediziner.

## Leben
Albrecht Tribolet ist der Sohn des Berner Stadtarztes, Professors und Grossrats von Bern Samuel Albrecht Tribolet. Er studierte Medizin an den Universitäten Berlin sowie Göttingen und schloss als Arzt und Wundarzt I. Klasse ab. Er arbeitete zunächst als Arzt in Bern.
Von 1819 bis 1831 war er Dozent an der seit 1805 bestehenden alten Akademie Bern. In den 1820er Jahren referierte er aus eigener Initiative über die syphilitischen Krankheiten, nachdem er bereits ab 1819 gerichtliche Medizin unterrichtet hatte.
Ab 1833 arbeitete er als Arzt am Inselspital. 1834 wurde er bei der Neugründung der Akademie als Universität zum ausserordentlichen Professor für Gerichtliche Medizin und syphilitische Krankheiten ernannt und zugleich Leiter des Ausserkrankenhauses, zu denen das Siechen- und Blatternhaus sowie das Tollhaus gehörten. Ärgernisse (Krankendemonstrationen am Sonntagmorgen wurden von kirchlichen Kreisen kritisiert, es sollten keine erstmals erkrankte oder verheiratete Frauen mit Syphilis im Unterricht vorgestellt werden) schienen mit Gründe dafür gewesen zu sein, dass Tribolet 1839 seinen Rücktritt einreichte.
1839 erwarb Tribolet das Alte Schloss und das Neue Schloss Bümpliz und betrieb dort bis 1848 eine „Privat-Irrenanstalt“ (Heilanstalt für Gemütskranke). Ruhige Patienten wurden im Neuen Schloss untergebracht, die lärmigen und tobsüchtigen im Alten.
Er kehrte an die Universität zurück und war Präsident der Baukommission für die „Irren-, Heil- und Pflegeanstalt Waldau“, die von 1850 bis 1855 neu erbaut wurde. 1852 erfolgte die Namensgebung „Waldau“ auf seinen Antrag hin. Von 1855 bis 1859 war er der erste Direktor dieser Anstalt.